# Orchomenella
Orchomenella is een geslacht van vlokreeften uit de familie Lysianassidae. Het wetenschappelijke naam van het geslacht werd in 1890 voorgesteld door Georg Ossian Sars.

## Systematiek
Het geslacht bevat 34 soorten:
- Orchomenella aahu  (Lowry & Stoddart, 1983)
- Orchomenella acanthura  (Schellenberg, 1931)
- Orchomenella affinis  Holmes, 1908
- Orchomenella cavimanus  (Stebbing, 1888)
- Orchomenella chelipes  (Walker, 1906)
- Orchomenella chilensis  (Heller, 1868)
- Orchomenella ciliata  G.O. Sars, 1883
- Orchomenella decipiens  Hurley, 1963
- Orchomenella denticulata  Rauschert, 1995
- Orchomenella depressus  (Shoemaker, 1930)
- Orchomenella franklini  (Walker, 1903)
- Orchomenella gerulicorbis  Shulenberger & Barnard, 1976
- Orchomenella goniops  (Walker, 1906)
- Orchomenella guillei  De Broyer, 1985
- Orchomenella hiata  (Andres, 1983)
- Orchomenella hureaui  (De Broyer, 1973)
- Orchomenella japonica  Gurjanova, 1962
- Orchomenella kryptopinguides  (Andres, 1983)
- Orchomenella liomargo  (Hirayama, 1986)
- Orchomenella littoralis  Nagata, 1965
- Orchomenella lobata  Chevreux, 1907
- Orchomenella macrophthalma  (Birstein & Vinogradov, 1962)
- Orchomenella minuta  (Kroyer, 1846)
- Orchomenella nana  (Kroyer, 1846)
- Orchomenella obtusa  (G.O. Sars, 1891)
- Orchomenella pacificus  (Gurjanova, 1938)
- Orchomenella perdido  Lowry & Stoddart, 1997
- Orchomenella pinguides  (Walker, 1903)
- Orchomenella pinguis  (Boeck, 1861)
- Orchomenella rotundifrons  K.H. Barnard, 1932
- Orchomenella tabasco  J.L. Barnard, 1967
- Orchomenella thomasi  Lowry & Stoddart, 1997
- Orchomenella ultima  (Bellan-Santini, 1972)
- Orchomenella zschaui  (Pfeffer, 1888)